# 명정각
명정각은 대한민국 충청북도 영동군 용산면에 있다. 1997년 7월 4일 영동군의 향토유적 제58호로 지정되었다.

## 개요
배흥당과 그의 차남 배진호의 효행을 기리기 위해 1854년 건립한 정문이다.